# CD 리퍼

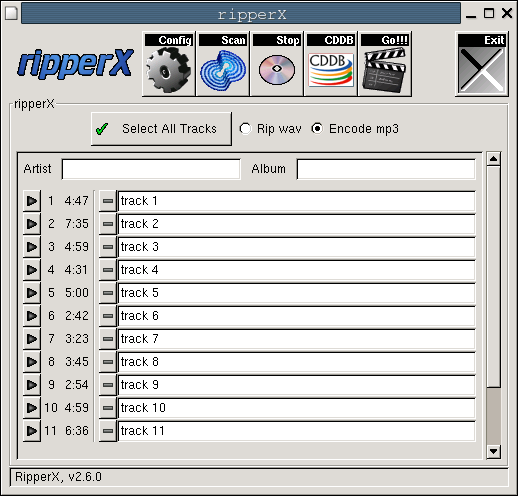
시디 리퍼의 한 종류인 RipperX.

CD 리퍼(CD ripper)는 CD의 음악 트랙을 WAV, MP3 또는 Ogg Vorbis 같은 표준적인 음악 파일로 변환하는 소프트웨어이다. CD의 디지털 음악을 컴퓨터 파일이나 다른 포맷으로 변환하는 역할을 한다.

## 역사
CD-ROM 이 처음으로 사용되었을 때에 컴퓨터 CD-ROM 드라이브 및 오디오 압축 매커니즘 (예 : MP2 등)의 초기에 MP2는 CD 리핑 일부는 간단한 ISO 9660 표준에 복사 방지를 개조하려는 시도와 함께, 저작권자에 의해 바람직하지 않은 것으로 간주되었다. 시간이 진행됨에 따라, 대부분의 음악 게시자는 개인이 음악을 구입했기 때문에, 그들은 자신의 컴퓨터에 자신의 개인 사용을 위해 복사본을 생성할 수 있어야 한다는 생각에 더 개방되었다. 이것은 완전히 옳은 것만은 아니다. 현재의 일부 디지털 음악 배포 매커니즘이 있음에도 최종 사용자가 자신이 구매한 (즉, 개인적으로 라이선스를 받은) 오디오로 할 수 있는 부분에서 상당한 제한이 있다. 윈도우 미디어 플레이어의 기본 동작은 리핑된 음악에 복사 보호 장치를 추가하는 것이며 이렇게 하지 않을 경우 최종 사용자는 자신의 음악을 가지고 하는 일에 전적으로 책임이 있음을 고지한다. 이는 메모리 스틱, MP3 플레이어, 포터블 하드 디스크에 자신의 음악을 저장하고 PC나 호환 장치에서 음악을 들으려는 대부분의 사용자들에 적합하다.
최초의 CD 리퍼는 1992년 전 즈음에 A.L. 디지털(A.L. Digital Ltd.)이 만든 CD-GRAB이다. MS-DOS에서 실행되었다.
유닉스 운영 체제용 최초의 CD 리퍼는 cdda2wav이며 1998년에 cdparanoia가 이를 대체한 것으로 간주된다.

## 예
BSD, 리눅스
- Asunder
- Cdda2wav
- cdparanoia
- Grip
- K3B
- Ripit
- Sound Juicer
- VLC 미디어 플레이어

macOS
- 아이튠즈
- XLD

윈도우
- Audiograbber
- CDex
- dBpoweramp
- Easy CD-DA Extractor
- Exact Audio Copy
- foobar2000
- fre:ac (과거 이름: BonkEnc)
- 아이튠즈
- 미디어 센터 (JRiver Media Center)
- 미디어몽키
- 뮤직매치 주크박스
- VLC 미디어 플레이어
- 윈앰프
- 윈도우 미디어 플레이어

## 같이 보기
- DVD 리퍼
- 하드 디스크 레코더